# Porozumienie Kobiet 8 Marca
Porozumienie Feministyczne 8 Marca – nieformalna i niezależna grupa kobiet i mężczyzn powstała w 2000 r, domagająca się równouprawnienia kobiet i zmian przeciwstawiających się dyskryminacji kobiet w świetle polskiego prawa. Nazwa grupy nawiązuje do Międzynarodowego Dnia Kobiet, obchodzonego 8 marca.
Grupa współpracuje tylko organizacjami pozarządowymi, innymi grupami nieformalnymi oraz związkami zawodowymi, odmawiając współpracy z partiami politycznymi. Swoją działalność grupa finansuje z własnych środków, a od 2009 r. wspierają ją także artyści i artystki, przekazując swoje prace.
Porozumienie organizuje pokojowe zgromadzenia mające na celu potępiać akty przemocy oraz coroczne manify. W 2022 roku nazwa grupy została zmieniona przez kolejne pokolonie działaczek z Porozumienie Kobiet 8 Marca.

## Cele i postulaty
Grupa za główny cel bierze nagłośnienie i zwrócenie uwagi opinii publicznej na problemy wszystkim kobiet żyjących w Polsce, ale Porozumienie występuje także np. w imieniu mężczyzn przy okazji tzw. "umów śmieciowych" niepełnosprawnych, osób starszych, osób LGBT+ i migrantek.
W sprawie aborcji grupa zajmuje liberalne stanowisko, potępiając obowiązujący kompromis, zakładający dostęp do aborcji w trzech przypadkach (gdy ciąża zagraża zdrowiu lub życiu matki, gdy istnieje prawdopodobieństwo ciężkiego uszkodzenia lub upośledzenia płodu lub gdy ciąża jest wynikiem czynu zabronionego – gwałt lub kazirodztwo) i podkreślając, że w obecnej sytuacji nie istnieje efektywny system umożliwiający wykonanie zabiegu, a kobieta, która chce go wykonać jest narażona na przemoc i upokorzenie.
Porozumienie chce sprawić, aby jak najwięcej obywatelek wyszło na polskie ulice i zabrało głos w dyskusji, która je bezpośrednio dotyczy.

## Historia
Grupa powstawała w 2000 r. jako odpowiedź na wydarzenia w Lublińcu, kiedy policja na podstawie anonimowego donosu zatrzymała kobietę znajdującą się w gabinecie lekarskim, gdzie miał być wykonywany zabieg aborcji i nie informując o jej prawach, przewiozła ją na przymusowe badania ginekologiczne. Osoby, które w tym czasie wystosowały list protestacyjny do Rzecznika Praw Obywatelskich i mediów postanowiły co roku w dniu 8 marca protestować publicznie, organizując manify i walcząc o prawa kobiet.